# Ueno Mami
Ueno Mami (上野 真実; Hepburn: Ueno Mami)(Kumamoto prefektúra, 1996. szeptember 27. –) japán válogatott labdarúgó.

## Klub
2015 óta a Ehime FC csapatának játékosa, ahol 49 bajnoki mérkőzésen lépett pályára és 15 gólt szerzett.

## Nemzeti válogatott
A japán U20-as válogatott tagjaként részt vett a 2016-os U20-as világbajnokságon.
2017-ben debütált a japán válogatottban. A japán válogatottban 3 mérkőzést játszott.

## Statisztika
| Japán válogatott | Japán válogatott | Japán válogatott |
| Időszak          | Mérk.            | gól              |
| ---------------- | ---------------- | ---------------- |
| 2017             | 3                | 0                |
| Összesen         | 3                | 0                |

## Sikerei, díjai
Japán válogatott
- U20-as világbajnokság:  Bronz; 2016